# Raj Reddy
Dabbala Rajagopal Raj Reddy (Catur, 13 de junho de 1937) é um informático indiano naturalizado estadunidense.
Seu campo de pesquisa é a robótica. Foi laureado com o Prêmio Turing de 1994, juntamente com Edward Feigenbaum, pelo pioneirismo na inteligência artificial.